# Karl Lieske

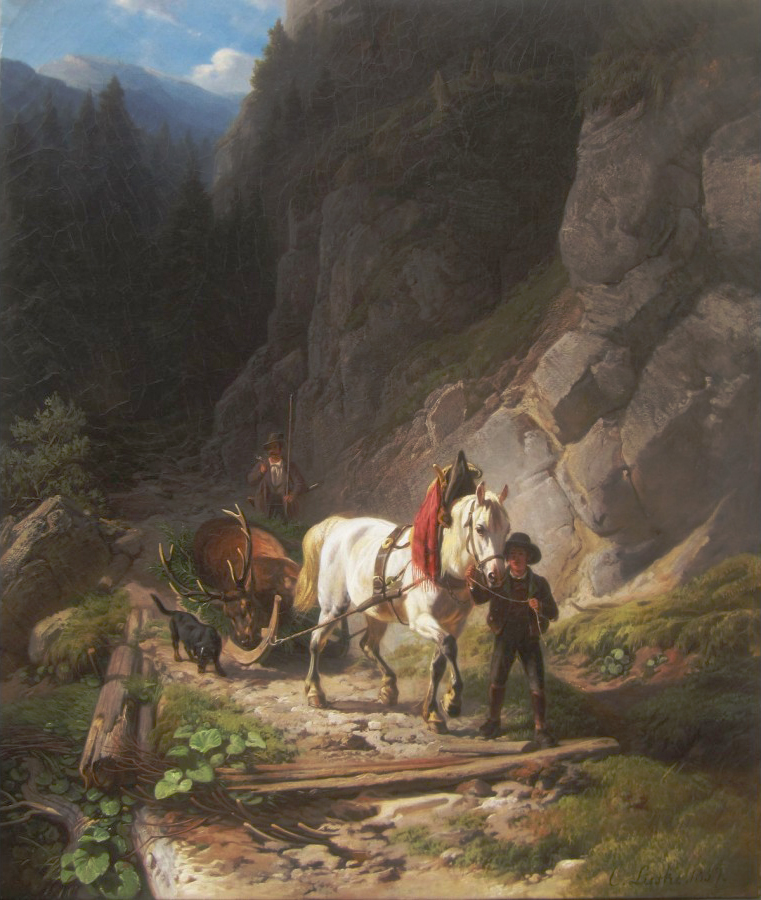
Rückkehr von der Hirschjagd

Karl Lieske (* 1816 in Großschönau bei Zittau; † 21. März 1878 in München) war ein deutscher Pferdemaler.
Geboren als Sohn eines Fabrikanten, sollte Lieske das väterliche Unternehmen übernehmen, entschied sich aber für den Beruf eines Kunstmalers. Nach dem Tode seines Vaters besuchte Lieske die Dresdner Kunstakademie und setzte das Studium ab dem 19. Dezember 1838 an der Königlichen Akademie der Künste in München fort.  Nach dem Studium war er in München meist als Pferdemaler tätig. Seit 1843 nahm er an den Ausstellungen des Münchener Kunstvereins teil. Er war mit Theodor Horschelt (1829–1871) befreundet, der ab dem 29. November 1845 an der Münchener Akademie studierte.

## Werke (Auswahl)
- 1843: Ein Pferdestall;
- 1845: Abzug von der Alm
- 1845: Einschiffung von Pferden auf dem Inn
- 1847: Rückkehr zur Alpenhütte
- 1854: Saumpferde am Brunnen
- 1859: Aus dem Jägerleben
- 1865: Aus dem baierischen Gebirg
- 1871: Pferde am Inn
- 1873: Bauernpferd an der Tränke